# Verdone nano
Il Verdone Nano (Pisum savitum L. nome scientifico) il Pisello di Colognola ai Colli, dalla forma rotondeggiante e dal colore verde brillante è il legume tipico e rinomato di questo paese localizzato nell'est veronese.

## Premessa
La coltivazione dei piselli sulle terrazze delle colline Colognolesi, in provincia di Verona, si è affermata nel secondo dopo guerra da quando, venuto meno l'allevamento del baco da seta, non più remunerativo, gli agricoltori scoprirono questa coltura che s'impose ben presto sui mercati, rappresentando una buona fonte di reddito. Nonostante negli anni la coltivazione del pisello sia calata a favore dell'attività industriale, l'amore per questa tradizione e la volontà di mantenere i sapori della propria terra, impedirono che il "biso di Colognola" sparisse.

## Storia
Dopo la distruzione del territorio avvenuta a causa della seconda guerra mondiale, i paesani di Colognola ai Colli si impegnarono per ricostruire un tessuto produttivo e commerciale distrutto dai conflitti. Il mondo agricolo si rinnovò anch'esso con volontà di progresso e qualità. È proprio in questi anni che nasce il Pisello di Colognola, fiore all'occhiello delle produzioni agricola e la coltivazione di tale legume iniziava ad occupare una superficie di non trascurabili dimensioni, ciò dovuto al successo del prodotto al mercato diverso da quello dal successo dell'uva e dalle ciliegie, anch'essi prodotti diffusi in questa zona.
Tra tutte le varietà, quella scelta e prediletta dagli acquirenti e produttori per la sua precocità di maturazione, sapidità, dolcezza, conservabilità e dimensione del seme fu il "Piccolo provenziale" di origine inglese.
Negli anni 1950-51 la sua fama sul mercato fu talmente elevata che venne istituito il mercato del pisello, fondato da Agostino Ferro. Sull'onda dell'entusiasmo venne creata anche una festa in grado di attirare, all'insegna del divertimento e dello spiccato senso festaiolo del popolo contadino, il maggior numero di persone. Nasceva così, nel 1957, la prima sagra dei bisi dove il nostro protagonista verrà battezzato "Verdone" e negli anni settanta "Verdone nano".
È doveroso ricordare che il promotore di questa decennale festa è stato il Prof. Pier Luigi Laita, allora sindaco di Colognola ai Colli, che aveva visto lontano: questa sagra infatti riscuote attualmente un grande successo e attira molte persone da tutta la provincia veronese e oltre.
Nonostante i nuovi prodotti surgelati, il "biso di colognola" si difende bene per la sua genuinità e bontà e nel corso degli anni il Verdone Nano, è diventato sempre più un punto di forza e riconoscimento per questo paese, non tanto dal punto di vista economico ma dal punto di vista culturale.

## Clima e Terreno
La pianta del pisello necessita di un clima e un terreno particolare. Le temperature migliori si aggirano attorno ai 13 °C e 18 °C, ma nell'ipotesi più che ovvia di una temperatura inferiore, la pianta vive ma rallenta l'attività fino ad interromperla arrivando a 5 °C. Ad una temperatura superiore i 25 °C la pianta soffre e muore.
Per quanto riguarda il terreno, la pianta del pisello ha bisogno di un terreno di medio impasto, ben drenato a reazione chimica tendenzialmente neutra (pH 6,5-7,5), con basso tenore di cloruri e di calcare attivo. Necessaria è una buona, ma non eccessiva, disponibilità d'acqua.
Il clima favorevole di Colognola ai Colli è sicuramente molto favorevole e grazie all'esposizione dei terreni a Sud e l'altitudine (di poco inferiore ai 200 m.slm), le colture non sono sottoposte a stagnazioni di umidità, dovute alle nebbie.
I terreni sono di qualità grazie alla loro composizione chimica. Le colline di questo paesino di provincia sono di origine eocenica e, per alcuni tratti, sono formate da basalti e tufi basaltici che determinano la formazione di uno strato edafico sufficientemente fertile. I terreni in pianura sono, invece, per lo più di origine fluvio-glaciale.
| Parametri pedologici dei terreni locali (profondità di prelievo 0-30cm) |        |
| ----------------------------------------------------------------------- | ------ |
| Argilla                                                                 | 29,60% |
| Scheletro                                                               | 6,9%   |
| pH                                                                      | 7,63   |
| Sabbia                                                                  | 50,68% |
| Calcare attivo                                                          | 4,52%  |
| Limo                                                                    | 19,78% |
| Sostanza organica                                                       | 1,84%  |

## Tecnica colturale
Alcune fasi basilari per la coltivazione corretta del "Verdone nano".
- La preparazione del letto di semina
- La semina

La preparazione del letto di semina consiste nel preparare il terreno a ricevere il seme. In questa fase si devono adottare la stessa lavorazione del terreno dettata dalla corretta pratica agronomica: non oltrepassare la profondità di 10-15 cm, non sminuzzare troppo il terreno perché, se argilloso, in caso di pioggia può dar origini ad una crosta superficiale che potrebbe danneggiare la fioritura della pianta e far sprofondare il seme.
Le condizioni di semina possono variare da zona a zona e dal tipo di legume. Nell'Italia settentrionale solitamente la semina si aggira intorno ai primi di marzo ma per quanto riguarda il "Verdone nano", questa viene notevolmente anticipata, viste alle caratteristiche pedagogiche ed ambientali dove viene coltivato; ciò per la necessità di sfruttare quanto più possibile la precocità dello stesso. È possibile, dunque, ottenere un pisello fresco, pronto per il consumo, già a maggio.
La semina può essere effettuata a file e per il "Verdone nano" si suggerisce una distanza interfilare di circa 50 cm per favorire una fioritura più uniforme e alta nella parte dello stelo.
È consigliato tenere sempre pulite le piante, porre attenzione ai funghi o a piante infestanti che soffocano la pianta del pisello.

## Piatti tipici col "Verdone nano"
Il sapore e la duttilità nella preparazione di numerosissimi e gustosi piatti hanno fatto del pisello, fin dall'antichità, uno dei legumi più apprezzati. Infatti, già a partire dal 2800 a.C. si fanno risalire i primi ritrovamenti di questa coltura. Successivamente numerosi autori greci e latini (Toefrasto, Plinio e Columella) ne hanno parlato diffusamente nei loro scritti.
Numerose sono le ricette che vedono il pisello protagonista di famosi piatti italiani ma celeberrimi piatti tipici veronesi sono i "Risi e Bisi" e "Le lasagne coi Bisi". Vi sono poi ulteriori ricette come la "Faraona coi Bisi" e il "Cappuccino di Piselli", ovvero una crema di piselli.
Il tutto può essere accompagnato da un buon bicchiere di vino bianco Soave.